# Internering (strafrecht)
In België is internering een juridische veiligheidsmaatregel. De rechtbank kan deze maatregel bevelen voor personen met een psychische aandoening die een misdaad of wanbedrijf pleegden en waarvan de rechter oordeelt dat zij geen controle hadden over hun daden en bovendien een gevaar vormen voor de maatschappij. Deze strafrechtelijke interneringsmaatregel is niet te verwarren met de burgerrechtelijke gedwongen opname, waarin er geen sprake is van een misdrijf.
Een vergelijkbare maatregel in Nederland is de terbeschikkingstelling. De Belgische terbeschikkingstelling is iets anders.

## Geschiedenis
De eerste interneringswet dateert van 1930. Dit was de ‘Wet tot bescherming van de maatschappij tegen abnormalen en gewoontemisdadigers’. Sinds 1974 konden ook ‘plegers van bepaalde seksuele strafbare feiten’ geïnterneerd worden. In 2007 werd nog een poging gedaan om een nieuwe interneringswet op te stellen, maar die is er nooit doorgekomen.
Na aanhoudende veroordeling door het Europees Hof voor de Rechten van de Mens  moest België wel iets doen aan de situatie van de geïnterneerden. Het laatste arrest van het EHRM was bovendien een zogenaamd piloot-arrest. Dit betekent dat het EHRM vaststelde dat het er sprake is van een structurele problematiek. België kreeg sindsdien twee jaar om maatregelen te nemen die dit probleem oplossen.
Op 5 mei 2014 diende Bert Anciaux een nieuw wetsvoorstel in, dat na veel wijzigingen op 1 oktober 2016 van kracht ging als de wet betreffende de internering (gewijzigd bij reparatiewet 4 mei 2016). Aan de reparatie van de wet werkte een multidisciplinair team dat o.a. bestond uit mensen van volksgezondheid en justitie. In 2015 kreeg eremagistraat Henri Heimans de Prijs voor Mensenrechten voor zijn inzet voor geïnterneerden.

## Basisprincipe
Internering is een veiligheidsmaatregel die er enerzijds toe dient om de maatschappij te beschermen, en er anderzijds voor zorgt dat de geïnterneerde de nodige zorg op maat kan krijgen. Deze zorg is steeds gericht op een maximale maatschappelijke re-integratie. In de nieuwe wet is er sprake van een 'interneringsdrempel'. Een internering kan pas worden uitgesproken wanneer: 
1. Er sprake is van een als misdaad of wanbedrijf omschreven feit dat de fysieke of psychische integriteit van derden aantast of bedreigt.
2. Er sprake is van een geestesstoornis die het oordeelsvermogen of controle over de daden teniet doet of aantast.
3. Er gevaar is op nieuwe misdrijven (zoals bedoeld in punt 1)  ten gevolge van de geestesstoornis, desgevallend in samenhang met andere risicofactoren.

## Gerechtelijke procedure
Doorheen de gerechtelijke procedure tot internering, moet de betrokken persoon zich verplicht laten bijstaan door een advocaat. De nieuwe wet maakt het psychiatrisch deskundigenonderzoek ook tot een vereiste alvorens iemand geïnterneerd kan worden.
Aan de uitspraak tot internering gaat een lange gerechtelijke procedure vooraf.
In eerste instantie moet er uiteraard sprake zijn van een misdrijf, waarvan de politie een proces-verbaal opstelt. De politie maakt elk proces-verbaal over aan het Openbaar Ministerie.

De term misdrijf is een overkoepelend begrip. In België worden misdrijven opgedeeld in drie categorieën: overtredingen, wanbedrijven en misdaden. Men kan niet geïnterneerd worden voor het plegen van een overtreding.
Het Openbaar Ministerie kan beslissen om een proces-verbaal te seponeren, een minnelijke schikking voorstellen of een bemiddeling opstarten. Daarnaast kan het ook een gerechtelijk onderzoek opstarten.
Op dit gerechtelijk onderzoek wordt toegezien door het Onderzoeksgerecht. Het onderzoeksgerecht kan zowel tijdens als na de loop van het onderzoek verschillende stappen ondernemen. Wanneer er tijdens het onderzoek een vermoeden rijst dat de betrokken persoon psychiatrisch ziek is, kan het onderzoeksgerecht reeds een psychiatrisch deskundigenonderzoek aanvragen. 
- Indien hieruit blijkt dat de betrokkene voldoet aan alle voorwaarden voor een internering, kan het onderzoeksgerecht reeds een beschikking tot internering uitspreken.
- Wanneer er na afronding van het onderzoek geen sprake is van een vermoeden van een psychiatrische stoornis, kan het onderzoeksgerecht beslissen tot uit buitenvervolgingstelling of de zaak doorverwijzen naar een bevoegd vonnisgerecht.

De vonnisgerechten in eerste aanleg zijn de Politierechtbank, de correctionele rechtbank en het Hof van assisen. Deze rechtbanken gaan na of het ten laste gelegde feit bewezen is en zullen ook een straf uitspreken. Personen die voor de Politierechtbank moeten verschijnen komen niet in aanmerking voor een internering, daar zij een overtreding pleegden. De correctionele rechtbank behandelt wanbedrijven en gecorrectionaliseerde misdaden en het Hof van assisen neemt misdaden voor zijn rekening. Wie voor deze rechtbanken moet verschijnen, kan wel geïnterneerd worden. 

Wanneer er tijdens de vonnisprocedure vermoedens komen dat betrokkene psychisch gestoord zou zijn, kan deze rechtbank een psychiatrisch deskundigenonderzoek bevelen en op basis hiervan een beschikking tot internering uitspreken. Wanneer deze vermoedens er niet zijn, zal er dus ook geen psychiatrisch deskundigenonderzoek gebeuren en kan de persoon aldus niet geïnterneerd worden. De rechtbank moet de persoon dan veroordelen of kan de betrokkene vrijspreken.
De beschikkingen tot internering van zowel het onderzoeksgerecht als de vonnisgerechten komen terecht bij de Kamer ter Bescherming van de Maatschappij, die de internering uitspreekt.

## Procedure tot uitvoering van de internering
Tot 1 oktober 2016 was het de Commissie ter Bescherming van de Maatschappij (CBM) die verantwoordelijk was voor de tenuitvoerlegging van de beslissingen tot internering. Sinds de inwerkingtreding van de nieuwe interneringswet, werden de CBMs vervangen door de Kamers voor de Bescherming van de Maatschappij (KBM). Zij maken deel uit van de Strafuitvoeringsrechtbank. De KBM van Antwerpen is bevoegd voor de provincies Antwerpen en Limburg, de KBM Brussel voor Vlaams-Brabant en het Brussels Hoofdstedelijk Gewest en de KBM Gent voor de provincies Oost- en West-Vlaanderen. 

De KBM's bestaan uit drie leden: een rechter-voorzitter, een assessor in de klinische psychologie en een assessor in de sociale re-integratie.
Naast de tenuitvoerlegging van de internering, de "plaatsing", kan de KBM ook beslissen om aan de geïnterneerde uitgaansvergunningen, verlof, beperkte detentie, elektronisch toezicht of invrijheidstelling op proef (IOP) toe te kennen. Na het doorlopen van de invrijheidstelling op proef (IOP) kan de KBM beslissen om betrokkene definitief in vrijheid te stellen of om de IOP te verlengen. Dit kan telkens met een periode van maximaal twee jaar. Hierbij wordt nagegaan of de voorwaarden voor de reclassering vervuld zijn en of de geestestoestand voldoende gestabiliseerd is.
Naast de gewone procedure is er ook een procedure bij hoogdringendheid waarbij zonder oproeping van partijen de modaliteiten overplaatsing, uitgaansvergunning, verlof, beperkte detentie, elektronisch toezicht en invrijheidstelling op proef kunnen worden toegekend op verzoek van de geïnterneerde en zijn advocaat, het openbaar ministerie en de directeur of de verantwoordelijke voor de zorg (als de geïnterneerde op dat moment geplaatst is).
In Vlaanderen kunnen geïnterneerden geplaatst worden in de afdelingen voor de bescherming van de maatschappij binnen de gevangenissen van Turnhout of Merksplas (mannen) of Brugge (vrouwen), in de forensisch psychiatrische centra (FPC) in Antwerpen of Gent of in specifieke inrichtingen die een overeenkomst betreffende de plaatsing hebben afgesloten met de overheid. Dit zijn de afdeling voor langdurig forensisch psychiatrische zorg (LFP), de afdeling Geïntegreerde Ondersteuning Lichte verstandelijke beperking en Forensische zorg (GoLF), beide in het UPC Sint Kamillus te Bierbeek en de afdeling Levanta in het PC Sint Jan Baptist te Zelzate.

## Problemen bij de uitvoering van de internering

### Behandeling van geïnterneerden
De internering in België is een controversiële materie. Reeds decennialang loopt er van alles mank bij de uitvoering van de interneringsmaatregelen.
In principe dient een geesteszieke delictpleger die geïnterneerd wordt binnen een 'redelijke termijn' opgenomen te worden in een hospitaal, kliniek of aan zijn geestesziekte aangepaste instelling, waar sprake is van een effectieve therapeutische tenlasteneming om te werken aan zijn re-integratie in de samenleving.
Dit loopt in de praktijk vaak anders. In de praktijk is de geesteszieke afhankelijk van de opnametoelating door het hospitaal, kliniek of de aangepaste instelling om vanuit de gevangenis te kunnen doorstromen. Echter krijgen veel geesteszieken deze toelating niet, en blijven zij soms vele jaren in de gevangenis wachten - zonder aangepaste verzorging en omkadering.
België liep hiervoor reeds in 1998 een eerste veroordeling op door het Europees Hof voor de Rechten van de Mens.
Er volgenden intussen een hele reeks bijkomende veroordelingen in 2011 (1), 2012 (1), 2013 (3), 2014 (8), 2015 (8) en 2016 (1):
1. EHRM, De Clippel & De Donder t/ België, 06.12.2011 - advocaat: Walter Van Steenbrugge (Merelbeke)
2. EHRM, L.B. t/ België, 02.10.2012 - advocaat: Walter Van Steenbrugge (Merelbeke)
3. EHRM, Claes t/ België, 10.01.2013 - advocaat: Peter Verpoorten (Herentals)
4. EHRM, Swennen t/ België, 10.01.2013 - advocaat: Peter Verpoorten (Herentals)
5. EHRM, Dufoort t/ België, 10.01.2013 - advocaat: Jan De Winter (Gent) & Cristophe Saveyn (Oudenaarde)
6. EHRM, Caryn t/ België, 09.01.2014 - advocaat: Peter Verpoorten (Herentals)
7. EHRM, Oukili t/ België, 09.01.2014 - advocaat: Peter Verpoorten (Herentals)
8. EHRM, Van Meroye t/ België, 09.01.2014 - advocaat: Peter Verpoorten (Herentals)
9. EHRM, Plaisier t/ België, 09.01.2014 - advocaat: Peter Verpoorten (Herentals)
10. EHRM, Gelaude t/ België, 09.01.2014 - advocaat: Peter Verpoorten (Herentals)
11. EHRM, Saadouni t/ België, 09.01.2014 - advocaat: Peter Verpoorten (Herentals)
12. EHRM, Lankester t/ België, 09.01.2014 - advocaat: Walter Van Steenbrugge (Merelbeke)
13. EHRM, Moreels t/ België, 09.01.2014 - advocaat: Peter Verpoorten (Herentals)
14. EHRM, Smits e.a. t/ België, 03.02.2015 (6 zaken) - advocaat: Peter Verpoorten (Herentals)
15. EHRM, Vander Velde & Soussi t/ België, 03.02.2015 (2 zaken) - advocaat: Peter Verpoorten (Herentals)
16. EHRM, W.D. t/ België, 06.09.2016 - advocaat: Peter Verpoorten (Herentals)

Dit laatste arrest betreft een piloot - arrest. Dit wil zeggen dat het EHRM vaststelt bij de behandeling van individuele klachten, dat er sprake is van een structurele problematiek. In dit arrest heeft het EHRM dus uitspraak gedaan dat er sprake is van een 'structureel disfunctioneren' van het Belgische Interneringssysteem, dat aan de basis ligt van de reeks van veroordelingen die de Belgische Staat opliep (en van de vijftigtal klachten van andere geïnterneerden die nog voor het EHRM aanhangig zijn). Het EHRM legt België op om, binnen de 2 jaar, maatregelen te nemen om dit structurele probleem op te lossen, en een oplossing en regeling te vinden voor alle klachten die er thans nog aanhangig zijn bij het Hof.

### Geestesgestoorden die de interneringsdrempel niet halen
Personen die lijden aan een geestesstoornis, maar de interneringsdrempel niet halen zullen terechtkomen in het gewone strafrechtsbedelingssysteem. Het is nog onduidelijk hoe de nodige psychiatrische hulp zal worden voorzien voor deze daders.

### Personen die onder de wet van 1930 geïnterneerd werden maar thans de interneringsdrempel niet meer halen
Voor personen die geïnterneerd zijn onder de wet van 1930, maar die thans de interneringsdrempel niet meer halen, werd geen enkele overgangsregeling voorzien.